# Tommy Paul
Thomas John "Tommy" Paul (Voorhees, Nueva Jersey, 17 de mayo de 1997) es un tenista estadounidense.
Ganó el Roland Garros júnior de 2015 al derrotar a Taylor Fritz en la final. Ha ganado en individuales dos títulos ATP-250, cuatro Challenger y seis títulos ITF.

## Carrera Júnior

### Junior
Tommy Paul siempre ha sido uno de los juniors mejor clasificados de su clase. Paul alcanzó el puesto número 3 en la clasificación juvenil de la ITF, el más alto de su carrera, el 9 de diciembre de 2015.
Paul alcanzó dos finales de Grand Slam junior en 2015. Ganó el título individual masculino del Abierto de Francia de 2015 al derrotar a su compatriota estadounidense Taylor Fritz en la final en tres sets. También llegó a la final en los individuales masculinos del US Open 2015, esta vez perdiendo ante Fritz en tres sets.

### Individual (1)
| Año  | Torneo        | Superficie    | Oponente     | Resultado     |
| 2015 | Roland Garros | Tierra batida | Taylor Fritz | 7-6, 2-6, 6-2 |

### Profesional

#### 2015-2019
Paul se convirtió en profesional en 2015. Inusualmente para un estadounidense, Paul ha mostrado preferencia por jugar en tierra batida, habiendo ganado el Abierto de Francia Junior y sus primeros cuatro títulos individuales de ITF Futures en tierra batida. Se clasificó para el cuadro principal de un Grand Slam por primera vez en el US Open 2015, perdiendo ante Andreas Seppi en la primera ronda.
En marzo de 2016, Paul superó el Top 200 por primera vez al clasificarse para el Masters de Miami. En abril, Paul fue premiado con una invitacón para el Campeonato de Estados Unidos sobre tierra batida de 2016 en Houston y derrotó a Paolo Lorenzi, 53.er clasificado en la primera ronda, la primera victoria en el nivel ATP de su carrera. Paul luego competiría principalmente en el circuito ATP Challenger y el circuito ITF durante el resto de 2016.
Continuó compitiendo en Challengers e ITF en la primera mitad de 2017. En julio de 2017, después de pasar por la clasificación en el Atlanta Open, derrotó al séptimo cabeza y al 53.er clasificado ATP, Chung Hyeon, en tres sets. Siguió ganando a Malek Jaziri en tres sets para avanzar a su primer cuarto de final de nivel ATP Tour. Cayó derrotado ante el tercer favorito, Gilles Müller. Después de su actuación en Atlanta, Tommy recibió una invitación para el ATP 500 Washington Open. Paul derrotó a Casper Ruud para avanzar a la segunda ronda. Luego jugó contra Lucas Pouille y logró la mayor victoria de su carrera. En la siguiente ronda, se enfrentó nuevamente a Gilles Müller, pero esta vez se impuso en tres sets para alcanzar su primer cuartos de final ATP 500. Allí se enfrentó a Kei Nishikori y perdió en tres sets.
En septiembre de 2019, Paul entró en el top 100 por primera vez en su carrera después de haber ganado su segundo título ATP Challenger del año en New Haven, precedido por el de Sarasota a principios de temporada.

#### 2020
Paul llegó a la tercera ronda de un Grand Slam por primera vez en su carrera en el Abierto de Australia 2020 al derrotar al 18.º cabeza, Grigor Dimitrov, en la segunda ronda [5] antes de caer ante Marton Fucsovics.
También alcanzó la segunda ronda en individuales y los cuartos de final en dobles, junto con su compatriota estadounidense Nicholas Monroe en el Abierto de Francia de 2020 en su superficie preferida por primera vez.

#### 2021
El 8 de marzo de 2021 llegó al puesto 51 ATP después de alcanzar los cuartos de final en el Abierto de Róterdam de 2021.
En mayo, Paul llegó a la semifinal del evento de puesta a punto de Roland Garros en el Emilia-Romagna Open 2021 en Parma, Italia, donde perdió ante Sebastian Korda.
En junio, Paul alcanzó la segunda ronda en el Abierto de Francia de 2021, donde perdió ante el segundo cabeza, Daniil Medvedev. Como resultado, ingresó al top 50, puesto 50, el 14 de junio de 2021.
Paul se calificó para representar a los Estados Unidos en los Juegos Olímpicos de Tokio 2020, celebredos en 2021, para perder en la primera ronda ante el undécimo cabeza de serie, Aslan Karatsev.
En el BNP Paribas Open de 2021, registró una de las mayores victorias de su carrera, derrotando al n.º 5 del mundo y cuarto favorito, Andrey Rublev, para llegar a los octavos de final. Anteriormente, nunca había llegado a la tercera ronda de un evento ATP Masters 1000. Esta fue su segunda victoria contra un oponente Top 10 tras la victoria sobre Alexander Zverev en el torneo de Acapulco 2020.
En el Abierto de Estocolmo de 2021 alcanzó la primera final ATP de su carrera, derrotando a Andy Murray en los cuartos de final  y a Frances Tiafoe en las semifinales. Luego derrotó al campeón defensor Denis Shapovalov para conseguir su primer título ATP.

### 2022: Dos victorias entre los 3 primeros, cuarta ronda de Wimbledon, top 30
Paul comenzó su temporada 2022 en el Adelaide International 1. Sexto cabeza de serie, llegó a cuartos de final, donde perdió ante el máximo favorito y eventual campeón, Gaël Monfils. En el Adelaide International 2 , llegó a cuartos de final, donde fue derrotado por el cuarto favorito Marin Čilić. Clasificado en el puesto número 41 en el Abierto de Australia, fue eliminado en la segunda ronda por Miomir Kecmanović.
Disputó como cuarto preclasificado en el Delray Beach Open, Paul llegó a semifinales donde cayó ante el máximo favorito Cameron Norrie. En el Torneo de Acapulco 2022, ganó su partido de primera ronda cuando su oponente, el n.º 6 del mundo y quinto favorito Matteo Berrettini, se retiró debido a una lesión. Fue derrotado en cuartos de final por el cuarto favorito, ex n.º 1 del mundo, tres veces campeón y eventual campeón, Rafael Nadal.  Representando a los EE. UU. en la eliminatoria de la Copa Davis contra Colombia, Paul jugó un partido y ganó a Nicolás Mejía. Al final, Estados Unidos venció a Colombia 4-0 para compensar la victoria de Colombia el año pasado. En el Masters Indian Wells, sorprendió al n.º 3 del mundo, Alexander Zverev, en la segunda ronda para la mayor victoria de su carrera para llegar a la tercera ronda por segunda vez.  Perdió en la tercera ronda ante el 29.º sembrado Álex de Miñaur. La semana siguiente en el Masters de Miami 2022, derrotó al 23.º sembrado, Karen Khachanov, en la segunda ronda para llegar a la tercera ronda por primera vez.  Fue eliminado del torneo en la tercera ronda por el 11.º sembrado Taylor Fritz. Como resultado, llegó al top 35 en el puesto 34 del mundo el 4 de abril de 2022.
Paul comenzó su temporada en tierra batida en el Torneo de Houston 2022. Séptimo preclasificado, perdió en la segunda ronda ante Nick Kyrgios. En el Masters de Madrid 2022, perdió en la primera ronda ante el décimo preclasificado, Jannik Sinner, en un ajustado partido de tres sets, a pesar de tener puntos de partido en 5-3 y 6-5 en el segundo set.  En el Masters de Roma 2022, fue derrotado en la segunda ronda por Alex de Miñaur. En el Torneo de Roland Garros, fue derrotado en la primera ronda por el chileno Cristian Garín.
Paul comenzó su temporada en canchas de césped en el Torneo de 's-Hertogenbosch, como 7.º cabeza de serie, perdió en la primera ronda ante su compatriota Brandon Nakashima en un partido que se decidió en tres tiebreaks. En el Torneo de Queen's Club 2022, venció al sexto cabeza de serie, Denis Shapovalov, en la primera ronda.  En la segunda ronda, derrotó al tres veces campeón de Grand Slam y ex n.º 3 del mundo, Stan Wawrinka. En los cuartos de final, perdió ante el segundo cabeza de serie, n.º 10 del mundo, campeón defensor y eventual campeón, Matteo Berrettini.  En el Torneo de Eastbourne 2022, derrotó al segundo cabeza de serie y n.º 13 del mundo, Jannik Sinner, en la segunda ronda. Fue derrotado en los cuartos de final por el sexto cabeza de serie, n.º 24 del mundo y campeón defensor, Alex de Miñaur.  Preclasificado en el puesto 30 en Wimbledon, derrotó a Jiří Veselý en la tercera ronda para alcanzar la cuarta ronda de un Grand Slam por primera vez en su carrera.  Perdió en la cuarta ronda ante el noveno preclasificado, número 12 del mundo y favorito del público local, Cameron Norrie. 
Paul comenzó su preparación para el Abierto de Estados Unidos en el Torneo de Atlanta 2022. Preclasificado quinto, llegó a cuartos de final donde perdió ante Ilya Ivashka. Preclasificado 14 en el Torneo de Washington 2022, fue derrotado en la segunda ronda por el campeón de 2019 y eventual campeón, Nick Kyrgios. En el Masters de Canadá, sorprendió al segundo favorito y n.º 4 del mundo, Carlos Alcaraz, en la segunda ronda, la tercera victoria entre los 5 primeros de su carrera. Llegó a cuartos de final de un Masters 1000 por primera vez en su carrera después de derrotar al 13.er favorito, Marin Čilić, en la tercera ronda. Perdió en cuartos de final ante Daniel Evans en tres sets.  A pesar de la derrota, alcanzó un nuevo récord personal como n.º 31 del mundo el 15 de agosto de 2022.  En el Masters de Cincinnati, perdió en la segunda ronda ante Denis Shapovalov en tres sets. Preclasificado 29 en el Abierto de Estados Unidos, alcanzó la tercera ronda por primera vez en este Major después de derrotar a Bernabé Zapata Miralles y a su compatriota Sebastian Korda, ambos en partidos de cinco sets, el último de más de tres horas. Perdió ante el quinto favorito y eventual finalista Casper Ruud en un tercer partido consecutivo de cinco sets que duró casi cuatro horas y media. 
Logró la mayor victoria de su carrera al derrotar al n.º 2 del mundo Rafael Nadal en la segunda ronda del Masters de París 2022, su cuarta victoria Top-10 del año, recuperándose de un set y un quiebre y negándole volver a ser n.º 1.  Luego derrotó por doble 6-4 a Pablo Carreño Busta para llegar a los cuartos de final por primera vez en este torneo, después de haber derrotado a tres españoles seguidos, incluido Roberto Bautista Agut en la primera ronda, en los cuartos de final cayó derrotado en set corridos por 6-2, 6-4 ante Stéfanos Tsitsipás. Paul terminó el año en el puesto número 33.

### 2023: Top 15 y semifinal del Abierto de Australia
Paul alcanzó su primera semifinal de Grand Slam en el Abierto de Australia de 2023. En su camino, Paul derrotó a Jan-Lennard Struff, al cabeza de serie número 30 Alejandro Davidovich Fokina, a Jenson Brooksby y al cabeza de serie número 24 Roberto Bautista Agut. Luego derrotó a su compatriota estadounidense Ben Shelton para llegar a las semifinales, convirtiéndose en el primer jugador estadounidense en hacerlo en este Major desde Andy Roddick en 2009. Cayó ante el eventual campeón Novak Djokovic en las semifinales. Como resultado, llegó al top 20 en el puesto número 19 del mundo, el 30 de enero de 2023.
Alcanzó su segunda y más importante final de su carrera en el Abierto Mexicano ATP 500 2023 derrotando a tres estadounidenses; Michael Mmoh en la segunda ronda para su victoria número 100 de su carrera, Mackenzie McDonald en los cuartos de final y el tercer sembrado Taylor Fritz en un partido que duró tres horas y media, estableciendo el récord del partido más largo en los 30 años de historia del torneo. Perdió ante Álex de Miñaur en la final.
En el Masters de Canadá alcanzó los cuartos de final consecutivos en este torneo, derrotando al clasificado Marcos Girón. Luego derrotó nuevamente al n.º 1 del mundo Carlos Alcaraz, a quien derrotó el año anterior en este mismo torneo, para alcanzar su primera semifinal de Masters 1000. En el Abierto de Estados Unidos alcanzó la cuarta ronda en este Major por primera vez derrotando al cabeza de serie número 21 Alejandro Davidovich Fokina. Como resultado, alcanzó el n.º 12 del mundo en el ranking de individuales el 2 de octubre de 2023. En el Rolex Shanghai Masters 2023 también alcanzó la cuarta ronda derrotando a Arthur Fils. 

### 2024
El 11 de febrero, ganó por primera vez en su carrera el título del Abierto de Dallas tras derrotar a Marcos Giron por 7-6(3), 5-7, 6-3. Continuó su buena racha en febrero, llegando a la final del Delray Beach Open, donde fue derrotado por Taylor Fritz en sets corridos, 2-6, 3-6. En el camino, venció a Alex Michelsen, Jordan Thompson y Frances Tiafoe.
Llegó hasta las semifinales del Masters de Indian Wells, donde fue derrotado por Daniil Medvédev en tres sets: 6-1, 6-7, 2-6. Destacó su victoria en los cuartos de final contra el número 9 del ranking, Casper Ruud, por 6-2, 1-6, 6-3.
En el Masters de Roma, alcanzó por primera vez las semifinales tras vencer al ruso Aslán Karatsev y a Dominik Koepfer en dieciseisavos. Luego, se enfrentó a Daniil Medvédev en octavos, ganando cómodamente por 6-1 y 6-4. En cuartos de final, se enfrentó a Hubert Hurkacz, a quien venció por 7-5, 3-6, 6-3, avanzando a su segunda semifinal de Masters 1000 del año, donde cayó derrotado contra el chileno Nicolás Jarry por 3-6, 7-6, 3-6.
Alcanzó su sexta final de su carrera ATP en el Queen's Club Championships , y la segunda en hierba con victorias sobre Sebastián Báez , Alejandro Tabilo , Jack Draper, ganando en semifinal contra Sebastian Korda por 6-4 y 7-6.  Levantó su tercer título y el primero en el nivel ATP 500, derrotando a Lorenzo Musetti por 6-1 y 7-6(8) en la final. Como resultado, se convirtió en el número uno estadounidense por delante de Fritz en el ranking, igualando su mejor posición en su carrera como número 12 del mundo el 24 de junio de 2024. 
En el Campeonato de Wimbledon, obtuvo su mejor resultado avanzó hasta los cuartos de final donde fue derrotado en 4 sets por el no.3 del mundo y posterior ganador del torneo Carlos Alcaraz.
Como tercer cabeza de serie, llegó a las semifinales de los Juegos Olímpicos de París con Taylor Fritz, y ganó la medalla de bronce derrotando al dúo checo, Tomáš Macháč y Adam Pavlásekpor 6-3 y 6-4.

## Estilo de juego
Paul posee un fuerte golpe de derecha y un sólido juego de fondo, además de velocidad para acercarse a la red, atributos que le han permitido tener éxito en superficies de tierra. Emplea revés a dos manos.
Paul es entrenado por Brad Stine desde 2020.

## Juegos Olímpicos

### Dobles

#### Medalla de Bronce
| Año  | Torneo     | Pareja       | Oponentes en la final      | Resultado |
| 2024 | París 2024 | Taylor Fritz | Tomáš Macháč Adam Pavlásek | 6-3, 6-4  |

## Títulos ATP (4; 4+0)

### Individual (4)
| Leyenda                   |
| Grand Slam (0)            |
| ATP World Tour Finals (0) |
| ATP Masters 1000 (0)      |
| ATP World Tour 500 (1)    |
| ATP World Tour 250 (3)    |

| N.º | Fecha                   | Torneo        | Superficie | Oponente en la final | Resultado        |
| --- | ----------------------- | ------------- | ---------- | -------------------- | ---------------- |
| 1.  | 13 de noviembre de 2021 | Estocolmo     | Dura (i)   | Denis Shapovalov     | 6-4, 2-6, 6-4    |
| 2.  | 11 de febrero de 2024   | Dallas        | Dura (i)   | Marcos Giron         | 7-6(3), 5-7, 6-3 |
| 3.  | 23 de junio de 2024     | Queen's Club  | Hierba     | Lorenzo Musetti      | 6-1, 7-6(8)      |
| 4.  | 20 de octubre de 2024   | Estocolmo (2) | Dura (i)   | Grigor Dimitrov      | 6-4, 6-3         |

#### Finalista (3)
| N.º | Fecha                 | Torneo       | Superficie | Oponente en la final | Resultado     |
| --- | --------------------- | ------------ | ---------- | -------------------- | ------------- |
| 1.  | 4 de marzo de 2023    | Acapulco     | Dura       | Álex de Miñaur       | 6-3, 4-6, 1-6 |
| 2.  | 1 de julio de 2023    | Eastbourne   | Hierba     | Francisco Cerúndolo  | 4-6, 6-1, 4-6 |
| 3.  | 19 de febrero de 2024 | Delray Beach | Dura       | Taylor Fritz         | 2-6, 3-6      |

## Títulos ATP Challenger

### Individual (4)
| N.° | Fecha      | Torneo                        | Superficie    | Oponente en la final | Resultado        |
| --- | ---------- | ----------------------------- | ------------- | -------------------- | ---------------- |
| 1.  | 04.11.2018 | Challenger de Charlottesville | Dura (i)      | Peter Polansky       | 6-2, 6-2         |
| 2.  | 21.04.2019 | Challenger de Sarasota        | Tierra batida | Tennys Sandgren      | 6-3, 6-4         |
| 3-  | 08.09.2019 | Challenger de New Haven       | Dura          | Marcos Giron         | 6-3, 6-3         |
| 4.  | 29.09.2019 | Challenger de Tiburon         | Dura          | Thanasi Kokkinakis   | 7-5, 6-7(3), 6-4 |